# Монгул
Монгу́л (англ. Mongul) — суперзлодей из вселенной «DC Comics», созданный Джимом Старлином и Леном Вейном. Он известен, как один из нескольких злодеев, которые так же сильны, как и сам Супермен, и в то же время, будучи довольно хорошо известен среди врагов Супермена, он не столь известен, как Лекс Лютор или Дарксайд.

## История публикации
Монгул дебютировал в названии DC Comics Presents и был создан писателем Леном Вейном и художником Джимом Старлином. Старлин часто упоминается как создатель персонажа, но Вейн в интервью заявил: "Ну, у [Монгула] были образы Старлина, но он был моим творением". Вейн сказал, что он задумал Монгула как злодея, что бы физически бросить вызов Супермену.

## Биография персонажа
Монгул был тираническим правителем Мира Войны, искусственного спутника, который путешествовал по галактике собирая рабов для гладиаторских боев. Супермен был подобран кораблем перевозящим рабов в Мир Войны, где он сражался против воина Дрееги, одного из самых лучших гладиаторов Мира Войны, но когда Супермен отказывается убить своего противника, Монгул решает сам бороться с Суперменом. Монгул использует власть своего драгоценного камня, чтобы сокрушить Супермена, но к счастью Клерикал телепортирует Супермена далеко.
Жители Мира Войны начинают восставать против их ненавистного правителя. Дреега побеждает Монгула и становится новым правителем планеты, после того, как Дреега изучает, как подчинить его драгоценный камень. Монгул бежит, поклявшись отомстить.
Монгул видимо сбежал в маленький мир и сумел завоевать его, имея большое количество последователей. Именно здесь, он был найден Киборгом Суперменом, который разделял взаимную ненависть Монгула к Супермену. Киборг обещал Монгулу новый Мир Войны, но Монгул не был готов поклониться другому, тогда Киборг вынудил его это сделать. Монгул сел на массивный космический корабль и отправился к Земле, прибыл на побережье города и активировал 77.000 шаров-убийц, которые взорвались одновременно, уничтожив весь город и всех, кто там жил. Тогда корабль, запустил систему, которая работала над тем, чтобы построить Машинный Город для своего нового владельца. Монгул, конечно, ждал идеальный момент, чтобы предать Киборга. Этот момент наступает после неудавшегося ракетного удара по Метрополису и последующего нападения Супермена (который недавно возвратился из мертвых), Стали  и Супербоя. Монгул приказывает, чтобы его приспешники запустили двигатель города, зная, что без встречного двигателя, который был бы на месте Метрополиса, планета сойдет со своей орбиты и разлетится на куски. Супермен противостоит Монгулу. В то время как Сталь борется против Киборга пытаясь помешать запустить двигатель. Супермен и Супергёрл  сражаются с Монгулом, но он быстро побеждает их. Киборг, хорошо знающий о предательстве Монгула, позволяет Зелёному Фонарю (Хэл Джордану) войти в Машинный Город, чтобы схватить Монгула. Зелёный Фонарь был в ярости из-за гибели своего дома, быстро нападает на Монгула - но так, как кожа Монгула является жёлтой, Фонарь не может напасть на него с Зелёным кольцом. Несмотря на препятствие, Фонарю удается победить Монгула и заключить его в тюрьму. Вскоре после этого Супермену удается победить Киборга.
Во время бунта Монгулу удается сбежать. Желая отомстить Зелёному Фонарю, он направляется на Западное Побережье. Ему все равно, что Хэл Джордан, человек, который победил его, больше не является Зелёным Фонарем. Он борется против нового Зелёного Фонаря (Кайла Райнера) и потрясен тем, что кольцо Кайла может навредить ему. С небольшой помощью от Супермена, Фонарю удается победить Монгула и вернуть его в заключение. Когда Монгул сбегает снова, он решает прекратить бесплодные попытки и просто покинуть Землю, но был остановлен Флэшом (Барри Алленом) прежде, чем смог сделать это. Монгул застрял на Земле, бунтуя против своего заточения. Ему предложили присоединиться к демону Нерону и предложили большую власть и шанс добиться успеха. Однако Монгул напал на демона и был убит.

## Силы и способности
В отличие от Таноса или Дарксайда, Монгул — мелочный, самовлюблённый тиран, планы которого редко простираются дальше удовлетворения его жадности. В то же время он очень интеллектуален, он не обладает обаянием или чертами личности, способными вдохновить на преданность, необходимую для великих, галактических завоеваний; скорее, он — просто мелкий деспот, которому повезло иметь огромнейшую физическую силу. Это позволяет другим суперзлодеям сравнительно легко манипулировать им, а сообразительным супергероям побеждать его, используя свой ум чаще, чем грубую силу.

## Вне комиксов
- Появляется в сериале «Юная справедливость: Вторжение»
- Монгул появляется в «Супермене: Человек из стали», озвучивает Джеймс Патрик Стюарт.
- Монгул появляется в «Возвращении Супермена», озвучивает Тодд Уильямс.
- Монгул появляется в «Бэтмен: Отважный и смелый», озвучивает Гари Энтони Уильямс.

## Критика и отзывы
В 2009 году Монгул занял 41 место в списке 100 величайших злодеев комиксов по версии IGN.